# Cosmarium moniliforme
Cosmarium moniliforme  là một loài Song tinh tảo trong họ Desmidiaceae, thuộc chi Cosmarium.